# Barrio Buenos Aires
Barrio Buenos Aires är en ort i Mexiko.   Den ligger i kommunen San Martín Zacatepec och delstaten Oaxaca, i den sydöstra delen av landet, 210 km sydost om huvudstaden Mexico City. Barrio Buenos Aires ligger 1 496 meter över havet och antalet invånare är 112.
Terrängen runt Barrio Buenos Aires är kuperad. Runt Barrio Buenos Aires är det glesbefolkat, med 17 invånare per kvadratkilometer. Närmaste större samhälle är Mariscala de Juárez, 9,4 km nordväst om Barrio Buenos Aires. I omgivningarna runt Barrio Buenos Aires växer huvudsakligen savannskog.